# Progressione del record italiano della mezza maratona femminile

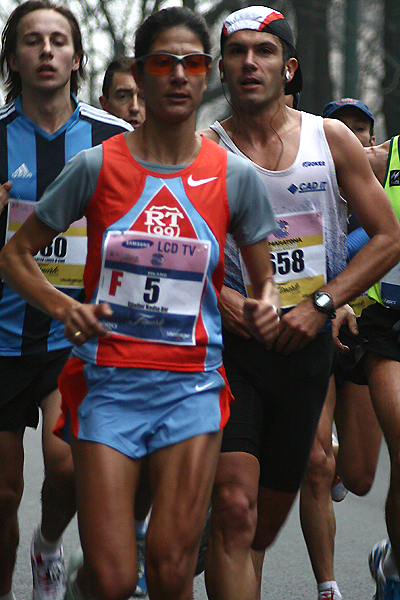
Nadia Ejjafini, detentrice del record italiano della mezza maratona dal 2011.

La voce seguente illustra la progressione del record italiano della mezza maratona femminile di atletica leggera.
Il primo record italiano femminile sulla distanza dei 21,097 km venne ratificato il 9 settembre 1984.

## Progressione
| Tempo    | Atleta            | Società                   | Luogo         | Data              | Note |
| -------- | ----------------- | ------------------------- | ------------- | ----------------- | ---- |
| 1h12'08" | Rita Marchisio    | Atletica Roata Chiusani   | Frosinone     | 9 settembre 1984  |      |
| 1h11'43" | Antonella Bizioli | Snam Gas Metano           | Monza         | 4 marzo 1990      |      |
| 1h11'16" | Emma Scaunich     | CUS Universo Ferrara      | Cesenatico    | 5 maggio 1991     |      |
| 1h09'38" | Rosanna Munerotto | Sisport Fiat Snia         | South Shields | 20 settembre 1992 |      |
| 1h08'30" | Maria Guida       | Gruppo Sportivo Forestale | Lisbona       | 10 marzo 1996     |      |
| 1h08'27" | Nadia Ejjafini    | Centro Sportivo Esercito  | Cremona       | 16 ottobre 2011   |      |
| 1h08'27" | Sofija Jaremčuk   | Centro Sportivo Esercito  | Napoli        | 25 febbraio 2024  |      |